# كارول غريس
كارول غريس (بالإنجليزية: Carol Grace) (11 سبتمبر 1924، نيويورك في الولايات المتحدة - 20 يوليو 2003، نيويورك في الولايات المتحدة)؛ كاتِبة، ممثلة وروائية أمريكية.

## روابط خارجية
- كارول غريس على موقع IMDb (الإنجليزية)
- كارول غريس على موقع قاعدة بيانات برودواي على الإنترنت (الإنجليزية)
- كارول غريس على موقع قاعدة بيانات الفيلم (الإنجليزية)